# Alonso Ordóñez de Nevárez
Alonso Ordóñez de Nevárez (algunos escriben Nevares), nació circa 1550 en Colunga, Asturias, y falleció en Mérida, Nueva España, el 26 de mayo de 1595. Fue un administrador real español, nombrado por el rey Felipe II gobernador de la provincia de Yucatán en la Nueva España, para sustituir a Antonio de Vozmediano. Tomó posesión de su cargo el 30 de julio de 1593, cuando llegó a la ciudad de Mérida, capital de la provincia. Falleció inesperadamente mientras desempeñaba la gobernatura.

## Datos históricos de su actuación en Yucatán
A lo largo de sus dos años de gobierno, Alonso Ordóñez tuvo dificultades serias con el ayuntamiento de Mérida, capital de la provincia de Yucatán. A su llegada se enteró de que su antecesor, Vozmediano, había dispuesto que los españoles no podían adelantar más de doce reales a los indígenas mayas por cuenta de trabajos de tejidos de algodón, so pena de perder el fundamento legal para recuperar su anticipo. Esta mediada había sido del desagrado de los especuladores y comerciantes que acostumbraban endeudar a los indígenas para beneficiarse a la postre con su trabajo y que influían en los miembros del ayuntamiento. Los españoles pensaron que lograrían convencer al nuevo gobernador de revocar esa disposición, pero se equivocaron al determinar el funcionario que no se podría adelantar nada, bajo la pena de perder lo fiado y la posibilidad de reclamarlo judicialmente.
Pablo Higueras de la Cerda fue nombrado por el gobernador el 10 de diciembre de 1594, teniente de gobernador. También nombró a Ambrosio Argüelles para explorar el litoral de la Bahía de la Ascensión en la región sureste de la península de Yucatán porque se tenía noticia de que ahí se habían refugiado muchos indígenas insumisos que se rebelaban al dominio de los españoles. Se proveyó a este explorador con recursos y facultades para levantar ejército y hacer el viaje por tierra o mar. Se le instruyó asimismo de informar al gobernador de sus hallazgos a fin de que éste decidiera lo conducente. No llegó el gobernador a ver el resultado de esta aventura, ni a conocer informe alguno de ella.
Ordóñez de Nevárez falleció mientras desempeñaba el cargo el 26 de mayo de 1595 en Mérida, asumiendo la gubernatura provisional su teniente Pablo Higueras de la Cerda, quien solicitó ante la Real Audiencia de México permanecer en la gubernatura. El ayuntamiento de Mérida reconoció a Higueras sobre la base de la ley expedida en Valladolid (España) en 1554 que establecía que a falta del gobernante, sus tenientes debían asumir el cargo como interinos con el título de alcalde y justicia mayor, pero el virrey de México, Gaspar de Zúñiga Acevedo y Velasco, se arrogó por primera vez la facultad de nombrar al gobernador de Yucatán, mientras se daba el nombramiento real. El designado por el virrey fue Carlos de Sámano y Quiñónez quien tomó posesión de la gubernatura el 15 de junio de 1596. A partir de entonces los virreyes de la Nueva España ejercieron la facultad de nombrar gobernadores interinos en Yucatán, que ninguna ley les otorgó.